# Уингрин, Джейсон
Дже́йсон Уи́нгрин (англ. Jason Wingreen; 9 октября 1920, Бруклин, Нью-Йорк — 25 декабря 2015, Лос-Анджелес, Калифорния) — американский актёр кино и телевидения, менее известен как телесценарист, актёр театра и озвучивания. Наиболее запомнился зрителю исполнением роли бармена Гарри Сноудена в сериалах «Все в семье» (1976—1979) и «У Арчи Банкера» (1979—1983), а также озвучиванием охотника за головами Бобы Фетта в фильме «Звёздные войны. Эпизод V: Империя наносит ответный удар» (1980).

## Биография
Джейсон Уингрин родился 9 октября 1920 года в Бруклине (Нью-Йорк, США) в еврейской семье (его родители оба были родом из Литвы), рос в квартале Хауард-Бич в боро Куинс; его отец (1890 — ?) был портным. Сестра — Гарриет (1925 — ?) на протяжении 35 лет была пианисткой Нью-Йоркского филармонического оркестра. Окончил старшую школу Джона Адамса, а в 1941 году — Бруклинский колледж. Учась в старшей школе, написал несколько спортивных заметок для газеты Brooklyn Eagle, поэтому Джейсон планировал стать репортёром, однако в колледже он заинтересовался театром.
С началом войны был призван в армию, служил в ВВС в Англии и Германии. Вернувшись, с помощью закона G.I. Bill, поступил в Новую школу. В 1951 году стал сооснователем театра «Круг в квадрате» в манхэттенском квартале Гринвич-Виллидж. С 1955 года начал сниматься в кино и на телевидении, и за 39 лет (1955—1994) появился в более чем 200 кино- и телефильмах и сериалах (некоторые источники называют число «более 500»). Ярко выраженного амплуа у актёра не было, однако часто играл докторов и полицейских. С начала 1960-х годов — «член с правом голоса» Академии кинематографических искусств и наук.
Джейсон Уингрин скончался 25 декабря 2015 года в Лос-Анджелесе (штат Калифорния).
Личная жизнь
В 1957 году Уингрин женился на женщине по имени Глория Скотт Бэк, не связанной с кинематографом. Брак продолжался 39 лет до самой смерти жены 28 марта 1996 года. От брака остался сын Нед, ставший физиком-теоретиком.

## Бродвей
- 1954 — Девушка на Фламиниевой дороге / The Girl on the Via Flaminia — инспектор полиции
- 1954 — Хрупкая лиса / Fragile Fox — рядовой первого класса Сноуден

## Избранная фильмография

### Актёр на широком экране
В титрах не указан
- 1957 — Подлинная история Джесси Джеймса[англ.] / The True Story of Jesse James — Питер
- 1958 — Бравадос / The Bravados — гостиничный клерк
- 1961 — Белоснежка и три балбеса / Snow White and the Three Stooges — эпизод
- 1965 — Жизнь на всю катушку[англ.] / A Rage to Live — Джим
- 1967 — Предупредительный выстрел[англ.] / Warning Shot — репортёр
- 1969 — Марлоу / Marlowe — продавец в магазине фотоаппаратов
- 1969 — Когда тебя целует незнакомец[англ.] / Once You Kiss a Stranger — детектив
- 1970 — Путешествующий палач[англ.] / The Traveling Executioner — Медлоу, парикмахер
- 1972 — Великолепная семёрка снова в седле / The Magnificent Seven Ride — надзиратель
- 1980 — Звёздные войны. Эпизод V: Империя наносит ответный удар / The Empire Strikes Back — Боба Фетт (озвучивание[a])

В титрах указан
- 1956 — Трое храбрых мужчин[англ.] / Three Brave Men — Перри
- 1965 — Тонкая нить[англ.] / The Slender Thread — медицинский техник
- 1967 — Руководство для женатого мужчины / A Guide for the Married Man — мистер Джонсон
- 1970 — Ужас в Данвиче / The Dunwich Horror — шериф Гаррисон
- 1970 — Общественный клуб города Шайенн[англ.] / The Cheyenne Social Club — доктор Фарли Картер
- 1971 — Нечестная игра[англ.] / Skin Game — оратор
- 1972 — Они только убивают своих хозяев[англ.] / They Only Kill Their Masters — Мэллори
- 1974 — Человек, несущий смерть / The Terminal Man — инструктор
- 1975 — Мистер Рикко[англ.] / Mr. Ricco — судья
- 1975 — Грязное дело[англ.] / Hustle — Джим Лэнг
- 1980 — Аэроплан! / Airplane! — доктор Броди
- 1984 — О, Боже! Ты дьявол[англ.] / Oh, God! You Devil — управляющий гостиницы
- 1988 — Артур 2: На мели / Arthur 2: On the Rocks — член правления

### Актёр телевидения
- 1955 — Кульминация![англ.] / Climax! — Слим Патерсон (в эпизоде Fear Strikes Out)
- 1956, 1958—1959 — Театр 90[англ.] / Playhouse 90 — разные роли (в 4 эпизодах)
- 1958 — Тонкий человек[англ.] / The Thin Man — житель дома (в эпизоде The Lost Last Chapter)[b]
- 1959 — Театр Alcoa[англ.] / Alcoa Theatre — Хирш (в эпизоде The Best Way to Go)
- 1959 — Театр Зейна Грея[англ.] / Dick Powell's Zane Grey Theatre — Галер, владелец казино (в эпизоде Confession)
- 1959 — Приключения в раю[англ.] / Adventures in Paradise — Ромер (в эпизоде The Bamboo Curtain)
- 1959—1960 — Успех Доби Гиллис[англ.] / The Many Loves of Dobie Gillis — разные роли (в 2 эпизодах[англ.])
- 1960 — Джонни Стаккато[англ.] / Johnny Staccato — сержант Гаррис (в эпизоде A Nice Little Town)
- 1960 — Ритм Бурбон-стрит[англ.] / Bourbon Street Beat — Бен Андерсон (в эпизоде Swamp Fire)
- 1960 — Детективы[англ.] / The Detectives — управляющий ювелирного магазина (в эпизоде The Long Jump)[b]
- 1960 — Разыскивается живым или мёртвым[англ.] / Wanted Dead or Alive — Ник Питерс (в эпизоде Journey for Josh)
- 1960—1963 — Неприкасаемые[англ.] / The Untouchables — разные роли (в 8 эпизодах)
- 1960—1961, 1963 — Сумеречная зона / The Twilight Zone — разные роли (в 3 эпизодах)[c]
- 1961 — Сёрфсайд 6[англ.] / Surfside 6 — Симм (в эпизоде License to Steal)
- 1962 — Следуй за солнцем[англ.] / Follow the Sun — доктор (в эпизоде A Ghost in Her Gazebo)
- 1962 — Закон и мистер Джонс[англ.] / The Law and Mr. Jones — репортёр (в эпизоде No News Is Good News)
- 1962 — Диснейленд[англ.] / Disneyland — рассказчик (в эпизоде Hurricane Hannah, озвучивание)
- 1963—1964 — За гранью возможного / The Outer Limits — разные роли (в 3 эпизодах)
- 1963—1967 — Беглец / The Fugitive — разные роли (в 6 эпизодах[англ.])
- 1963—1964, 1972 — Бонанза / Bonanza — разные роли (в 3 эпизодах[англ.])
- 1964—1965 — Доктор Килдэр[англ.] / Dr. Kildare — разные роли (в 3 эпизодах)
- 1964—1966 — Вертикальный взлёт[англ.] / 12 O'Clock High — разные роли (в 4 эпизодах)
- 1965 — Негодяи[англ.] / The Rogues — Spiv Type (в эпизоде The Pigeons of Paris)
- 1965 — Путешествие на дно моря / Voyage to the Bottom of the Sea — Михил (в эпизоде The Exile)
- 1965 — Правосудие Бёрка[англ.] / Burke's Law — Гюнтер Эрнст ( в эпизоде The Weapon)
- 1965 — Хани Уэст[англ.] / Honey West — коридорный (в эпизоде The Gray Lady)
- 1965—1966 — Долгое жаркое лето[англ.] / The Long, Hot Summer — доктор Аарон Кларк (в 8 эпизодах)
- 1965—1967 — Агенты А.Н.К.Л.[англ.] / The Man from U.N.C.L.E. — разные роли (в 4 эпизодах[англ.])
- 1966 — Шоу Рэда Скелтона[англ.] / The Red Skelton Show — полицейский (в выпуске Shine On, Harvest Goon)
- 1966 — Большая долина / The Big Valley — Кетчи (в эпизоде A Time to Kill[англ.])
- 1966 — Дикий, дикий Вест[англ.] / The Wild Wild West — полицейский (в эпизоде The Night of the Whirring Death[англ.])
- 1966 — Напряги извилины / Get Smart — агент KAOS (в эпизоде Stakeout on Blue Mist Mountain)
- 1966 — Ястреб[англ.] / Hawk — разные роли (в 2 эпизодах)
- 1966 — Шейн[англ.] / Shane — Айра Джексон (в эпизоде Day of the Hawk)
- 1966 — Беги, если хочешь жить[англ.] / Run for Your Life — капитан порта (в эпизоде The Man Who Had No Enemies)
- 1966—1967 — Девушка из А.Н.К.Л.[англ.] / The Girl from U.N.C.L.E. — разные роли (в 2 эпизодах)
- 1966—1968 — Отдел по расследованию уголовных преступлений[англ.] / Felony Squad — разные роли (в 4 эпизодах)
- 1967 — Зелёный Шершень[англ.] / The Green Hornet — доктор (в эпизоде Bad Bet on a 459-Silent)
- 1967 — Озарение[англ.] / Insight — доктор (в эпизоде Dry Commitment)
- 1967 — Захватчики[англ.] / The Invaders — разные роли (в 2 эпизодах)
- 1967—1968 — Защитник Джадд[англ.] / Judd, for the Defense — судья (в 2 эпизодах)
- 1967—1969, 1972 — ФБР / The F.B.I. — разные роли (в 6 эпизодах)
- 1967—1971, 1974 — Детектив Айронсайд[англ.] / Ironside — разные роли (в 6 эпизодах[англ.])
- 1968 — Симаррон Стрип[англ.] / Cimarron Strip — мистер Гласс (в эпизоде Heller)
- 1968 — Стволы Уилла Соннетта[англ.] / The Guns of Will Sonnett — Милби (в эпизоде Stopover in a Troubled Town)
- 1968 — Звёздный путь / Star Trek — доктор Линке (в эпизоде The Empath[англ.])
- 1968—1970 — Лансер[англ.] / Lancer — разные роли (в 3 эпизодах)
- 1968, 1970—1971 — Название игры[англ.] / The Name of the Game — разные роли (в 3 эпизодах[англ.])
- 1968, 1971 — Миссия невыполнима / Mission: Impossible — разные роли (в 2 эпизодах)
- 1968, 1971—1972 — Адам-12[англ.] / Adam-12 — разные роли (в 3 эпизодах)
- 1969, 1971—1972 — Любовь по-американски[англ.] / Love, American Style — разные роли (в 3 эпизодах)
- 1969—1972 — Менникс[англ.] / Mannix — разные роли (в 4 эпизодах)
- 1969, 1971, 1973 — Медицинский центр[англ.] / Medical Center — разные роли (в 4 эпизодах)
- 1969, 1971, 1974 — Доктор Маркус Уэлби / Marcus Welby, M.D. — разные роли (в 3 эпизодах[англ.])
- 1970 — Мэйберри[англ.] / Mayberry R.F.D. — доктор Десмонд (в эпизоде Emmett Takes a Fall[англ.])
- 1970 — Смелые: Сенатор[англ.] / The Bold Ones: The Senator — Сильверман (в эпизоде Power Play)
- 1970 — Мир Брэкена[англ.] / Bracken's World — Ли Фалько (в эпизоде Nude Scene)
- 1970 — Комната 222[англ.] / Room 222 — родитель (в 2 эпизодах[англ.])
- 1970 — Дэн Огаст[англ.] / Dan August — Леон Коббс (в эпизоде The Soldier)
- 1970, 1972 — Отряд «Стиляги»[англ.] / The Mod Squad — разные роли (в 2 эпизодах)
- 1970—1972 — Ночная галерея[англ.] / Night Gallery — разные роли (в 3 эпизодах)
- 1971 — Семья Смитов[англ.] / The Smith Family — Эдди Гибсон (в эпизоде Rumpus Room)
- 1971 — Бумажный человек[англ.] / Paper Man — доктор
- 1971 — Округ шерифа Кейда[англ.] / Cade's County — сержант Иган (в эпизоде Delegate at Large)
- 1972 — О’Хара — достояние Америки[англ.] / O'Hara, U.S. Treasury — Эд Майклс (в эпизоде Operation: XW-1)
- 1972 — Коломбо / Columbo — полицейский (в эпизоде Short Fuse)
- 1972 — Детектив Кэннон[англ.] / Cannon — страховой агент (в эпизоде A Flight of Hawks)
- 1972 — Дымок из ствола / Gunsmoke — доктор Клири (в эпизоде The Wedding[англ.])
- 1972 — Шестое чувство[англ.] / The Sixth Sense — доктор Моррис Уилбур (в эпизоде I Did Not Mean to Slay Thee)
- 1972 — Смелые: Новые доктора[англ.] / The Bold Ones: The New Doctors — Эйб Фрайман (в эпизоде An Inalienable Right to Die)
- 1972—1973 — Новички[англ.] / The Rookies — разные роли (в 2 эпизодах)
- 1972, 1977 — Макмиллан и жена[англ.] / McMillan & Wife — разные роли (в 2 эпизодах[англ.])
- 1973 — Кунг-фу[англ.] / Kung Fu — мистер Кеннемер (в эпизоде The Praying Mantis Kills)
- 1973 — Семья Партриджей / The Partridge Family — директор (в эпизоде The Selling of the Partridge[англ.])
- 1973 — Оуэн Маршалл, советник адвокатов[англ.] / Owen Marshall, Counselor at Law — священник (в эпизоде N Is for Nightmare)
- 1973, 1975 — Барнаби Джонс[англ.] / Barnaby Jones — разные роли (в 2 эпизодах)
- 1973, 1975, 1977 — Детектив Коджак / Kojak — разные роли (в 3 эпизодах[англ.])
- 1974 — Лифт[англ.] / The Elevator — охранник
- 1974 — Полицейская история[англ.] / Police Story — Маленький Джон (в эпизоде Robbery: 48 Hours)
- 1975 — Эллери Куин[англ.] / Ellery Queen — Рой Миллер (в эпизоде The Adventure of the Lover's Leap)
- 1975 — Человек на шесть миллионов долларов[англ.] / The Six Million Dollar Man — Логан (в эпизоде The Blue Flash[англ.])
- 1975—1976 — Женщина-полицейский / Police Woman — разные роли (в 2 эпизодах[англ.])
- 1976 — Варварский берег[англ.] / Barbary Coast — официант (в эпизоде The Dawson Marker)
- 1976 — Мэри Хартман, Мэри Хартман[англ.] / Mary Hartman, Mary Hartman — сержант Суэлт (в эпизоде #1.31)
- 1976 — Уолтоны / The Waltons — Нэт Клейтон (в эпизоде The Fire Storm[англ.])
- 1976 — В поисках приключений[англ.] / The Quest — Брэннон (в эпизоде Welcome to America, Jade Snow)
- 1976, 1978 — Досье детектива Рокфорда / The Rockford Files — разные роли (в 2 эпизодах[англ.])
- 1976—1979 — Все в семье / All in the Family — Гарри Сноуден, бармен (в 25 эпизодах[англ.])[d]
- 1977 — Счастливые дни / Happy Days — мистер Хейли (в эпизоде The Graduation: Part 2[англ.])
- 1977 — Медэксперт Куинси[англ.] / Quincy, M.E. — доктор Альберт Фримен (в эпизоде The Two Sides of Truth[англ.])
- 1977 — Лу Грант / Lou Grant — репортёр (в эпизоде Cophouse[англ.])
- 1977, 1979 — Ангелы Чарли / Charlie's Angels — разные роли (в 2 эпизодах[англ.])
- 1978—1979 — Вегас[англ.] / Vegas — разные роли (в 2 эпизодах[англ.])
- 1979 — Капитан Америка[англ.] / Captain America — хирург
- 1979 — Корни: Следующие поколения[англ.] / Roots: The Next Generations — судья Куотермейн (в эпизоде Part IV (1918—1921))
- 1979—1983 — У Арчи Банкера[англ.] / Archie Bunker's Place — Гарри Сноуден, бармен (в 93 эпизодах[англ.])
- 1982 — Остров фантазий / Fantasy Island — доктор (в эпизоде The Angel's Triangle / Natchez Bound[англ.])
- 1984 — Пугало и миссис Кинг[англ.] / Scarecrow and Mrs. King — Так Такер (в эпизоде Weekend[англ.])
- 1985 — Происки в Стране чудес / Malice in Wonderland — Джек Уорнер
- 1986 — Звёздный человек[англ.] / Starman — генерал Уэйд (в эпизоде The Return)
- 1986 — Блюз Хилл-стрит / Hill Street Blues — аптекарь (в эпизоде Suitcase[англ.])
- 1987 — Математическая сеть[англ.] / Mathnet — генерал Скарлетт (в эпизоде The Problem of the Missing Baseball)
- 1987 — Охотник / Hunter — Бенджамин Уинфилд (в эпизоде Double Exposure[англ.])
- 1987 — Путь на небеса[англ.] / Highway to Heaven — Бен Конрад (в эпизоде Playing for Keeps[англ.])
- 1987—1991 — Мэтлок / Matlock — судья Артур Бомонт (в 11 эпизодах[англ.])
- 1989 — Мамина семья[англ.] / Mama's Family — Фред Гебхардт (в эпизоде Hate Thy Neighbor[англ.])
- 1989 — Кошмары Фредди / Freddy's Nightmares — Джек (в эпизоде Photo Finish)
- 1992 — Сайнфелд / Seinfeld — мужчина (в эпизоде The Opera[англ.])
- 1994 — Полуночная жара[англ.] / In the Heat of the Night — Джордж «Джорджи» Спаркмен (в эпизоде Who Was Geli Bendl?[англ.])

### Сценарист
- 1961 — Триллер[англ.] / Thriller — эпизод Portrait Without a Face
- 1963 — Доблестные мужчины[англ.] / The Gallant Men — эпизод The Dogs of War
- 1963 — Сансет-стрип, 77[англ.] / 77 Sunset Strip — эпизод The Heartbeat Caper
- 1964 — Величайшее шоу на Земле / The Greatest Show on Earth — эпизод The Last of the Strongmen
- 1965 — Дикий, дикий Вест[англ.] / The Wild Wild West — эпизод The Night of the Torture Chamber[англ.]

## Заметки
1. ↑  В DVD-релизе 2004 года его роль была переозвучена[англ.] Темуэрой Моррисоном.
2. 1 2  В титрах не указан.
3. ↑  Кондуктор в эпизоде A Stop at Willoughby[англ.], мистер Шустер в эпизоде The Midnight Sun[англ.] и режиссёр (в титрах не указан) в эпизоде The Bard[англ.].
4. ↑  В 1976 и 1978 годах в трёх эпизодах также исполнил три песни.